# ناحیه کمبل، میشیگان
ناحیه کمبل (به انگلیسی: Campbell Township) یک منطقهٔ مسکونی در ایالات متحده آمریکا است که در شهرستان آیونیا، میشیگان واقع شده‌است.
 ناحیه کمبل ۹۳٫۰ کیلومتر مربع مساحت و ۲٬۲۴۳ نفر جمعیت دارد و ۲۷۰ متر بالاتر از سطح دریا واقع شده‌است.